# Исток (аниме)
Origin: Spirits of the Past, изначально издававшееся в Японии под названием Gin-iro no Kami no Agito (яп. 銀色の髪のアギト Гинъиро но ками но Агито, буквально Серебряновласый Агито) — полнометражный анимационный фильм студии Gonzo. Его премьера в Японии состоялась 7 января 2006 года.
В 2008 году фильм был озвучен на русском языке студией «Камертон» по заказу MC Entertainment.

## Сюжет
Юноша по имени Агито живёт в Нейтральном городе на руинах одного из японских городов, уничтоженным обретшим самосознание Лесом во время катаклизма 300 лет назад. Однажды Агито и его друг Каин попытались украсть воду у племени дзаруйдо — людей-мутантов, подчиняющихся Лесу, но их обнаруживают. Каина берут в плен, а сумевший улизнуть Агито проваливается под руины города и оказывается в древней лаборатории, внутри которой обнаруживает девушку, находящуюся в криогенной спячке. Пробудившись, она помогает Агито спастись из затопляемой лаборатории и выбраться на поверхность.
Как оказалось, девушку зовут Тула, и она одна из немногих древних людей, кому удалось пережить катаклизм в специальных убежищах, как та лаборатория. Однако, Тула приходит в ужас от того, что лес сделал с её миром, пока она находилась в спячке. Агито отводит её в Нейтральный город, а Йолда — его старейшина — помогает девушке адаптироваться в нём. Пытаясь ужиться в новом мире, Тула живёт в доме Каина и его сестры Минки, а также их отца Хадзана. Тем временем Йолда получает угрозы от аватаров Леса с требованием выдать Тулу дзаруйдо — с их слов, девушка "владеет силой, способной уничтожить лес".
Несмотря на помощь от новых друзей, Тула чувствует себя чужой в этом мире и сомневается, сможет ли она ужиться с Лесом, навязывающим людям свои условия выживания. Желая помочь ей, Агито знакомит девушку с Агаши, своим отцом и основателем Нейтрального города. Однако, Агаши в своё время тоже стал дзаруйдо, но из-за чрезмерного использования своих сил сам постепенно превращается в дерево. Агаши наставляет Тулу отринуть прежнюю жизнь и научиться жить в гармонии с лесом, как и люди Нейтрального города научились сосуществовать с ним, невзирая на трудности.
Вечером того же дня Тула встречается с человеком по имени Шунак. Тот признаётся ей, что служит нации Рагна — людям, живущим в пустыне и предпочитающим полагаться на технологии, чтобы жить независимо от леса. Также Шунак рассказывает, что знал Тулу ещё до катаклизма. так как он тоже человек из прошлого и знал её отца — учёного, возглавлявшего проект по озеленению планеты. Однако, со слов Шунака, её отец предполагал подобный катастрофический исход с восстанием растений против человечества, поэтому разработал побочный проект "Исток" — систему распределения окружающей среды, способную побороть лес и вернуть человечеству контроль над планетой. Шунак просит Тулу помочь ему отыскать "Исток", когда на них обоих нападает порождённый лесом монстр. Шунак и люди Рагны защищают девушку от него, и вместе с тем Шунак демонстрирует ей, что тоже стал дзаруйдо за то время, что жил в Нейтральном городе. Подоспевший Агито просит Тулу не верить Шунаку, но она предпочитает уйти с ним.
Расстроеный Агито возвращается домой и просит совета у отца. Агаши признаётся сыну, что сам стал очень слаб и скоро Лес окончательно завладеет им, сделав растением. Но перед этим Агаши говорит ему, что если Лес желает смерти Туле и если он хочет спасти её от Шунака и Леса, то должен просить последнего о помощи. Агито уходит на территорию мутантов и встречается с аватарами Леса, у которого просит пощадить Тулу, чтобы ей было проще принять новый мир. Лес отвечает, что Тула нужна Шунаку, чтобы уничтожить его, но если Агито сможет вернуть её в Нейтральный город прежде чем они найдут Исток, то лес согласен оставить девушку в покое. Предполагая сопротивление со стороны людей Рагны, которые не отдадут им Тулу без боя, Агито соглашается стать дзаруйдо.
Шунак доставляет Тулу в город Триа, столицу Рагны, где та помогает ему выявить местоположение "Истока". В город врывается Агито и с помощью сил побеждает нескольких защитников города, прежде чем его самого останавливают с помощью газа, токсичного для растений (будучи дзаруйдо, он тоже становится к нему уязвимым). Тула пытается убедить пленённого Агито, что люди не должны жить под контролем леса, и Исток поможет это исправить, но Агито настаивает на том, чтобы она вернулась вместе с ним. Тулак, Шунак и Джессика, лидер Рагны, на поезде отправляются в направлении Истока, когда Агито освобождается и нападает на поезд, однако Джессике удаётся его сбросить. От отчаяния Агито начинает всё больше превращаться в растение, но Йолда, сама оказавшаяся дзаруйдо, учит его контролировать свою силу. Успокоившись, Агито продолжает погоню.
Тула и Шунак добираются до Истока, оказавшегося искусственным вулканом на мобильной платформе, генерирующим плазму для сжигания растений-мутантов. Опасаясь, что Рагна предпочтёт использовать Исток в собственных военных конфликтах, Шунак не даёт Джессике сопровождать их внутри комплекса. Рассерженная его предательством, Джессика отводит войска и приказывает атаковать Исток. Подоспевший Агито просит её помочь спасти Тулу от Шунака, но Джессика опасается, что как только Исток достигнет Леса, то спровоцирует его на войну против людей, к которому без поддержки Истока они окажутся не готовы. Тула внутри Истока узнаёт, что Шунак собирается использовать машину на полную мощность рядом с Нейтральным городом, что приведёт к гибели его жителей и пытается остановить его. Шунак мотивирует это тем, что именно из-за его генетических экспериментов над растениями Лес уничтожил прежний мир, и Исток для него — шанс исправить свой величайший провал. Проникнув внутрь, Агито нападает на Шунака, но тот оказывается сильнее него. Агито ничего не остаётся, кроме как пожертвовать собой и использовать всю свою силу, чтобы лес поглотил их с Шунаком. Тула успевает остановить Исток и запустить процесс самоуничтожения машины, чтобы никто больше не мог ею воспользоваться. Понимая, что влюбилась в Агито, она умоляет его вернуться, так как не сможет жить в этом мире без него.
Став частью Леса, Агито узнаёт, что Лес вовсе не терроризирует людей, а позволяет им сосуществовать с собой на правах равноценного обмена. Осознав свои ошибки, Шунак раскаивается в содеянном и предпочитает стать единым со своим творением, когда как сам Лес даёт людям второй шанс, возвращая Агито человеческий облик. Вместе с Тулой они сбегают из разрушающегося Истока и возвращаются в Нейтральный город. Сумев отпустить утраченное прошлое и принять настоящее, Тула остаётся жить вместе с Агито.

## Персонажи
Агито (яп. アギト)
Сэйю: Кацудзи Рё
Кайн (яп. カイン)
Сэйю: Хамагути Масару
Тула (яп. トゥーラ Ту:ра)
Сэйю: Миядзаки Аой
Минка (яп. ミンカ)
Сэйю: Оми Минами
Йолда (яп. ヨルダ Ёруда)
Сэйю: Котэгава Юко
Агаси (яп. アガシ)
Сэйю: Осуги Рэн
Шунак (яп. シュナック Сюнакку)
Сэйю: Эндо Кэнъити
Хадзан (яп. ハジャン Хадзян)
Сэйю: Фукава Тосикадзу

## Музыка
Музыку к аниме написал композитор Таку Ивасаки.
Открывающая тема
- «Chouwa oto ~with reflection~»

Исполняет: Kokia
Закрывающая тема
- «Ai no Melody»

Исполняет: Kokia